# الدوير (النادرة)

تعديل مصدري - تعديل

الدوير هي إحدى قرى عزلة شعب المريسي بمديرية النادرة التابعة لمحافظة إب، بلغ تعداد سكانها 588 نسمة حسب تعداد اليمن لعام 2004.